# Prato Calcio a 5
L'Associazione Sportiva Dilettantistica Prato Calcio a 5 è la principale squadra di calcio a 5 di Prato. La squadra è stata campione d'Italia per due stagioni consecutive, nel 2002 e nel 2003.

## Storia

### Le origini
Fondata nell'estate del 1987 come ET Prato, nei suoi primi anni la società partecipa a vari tornai locali tra cui i campionati organizzati dal Centro Sportivo Italiano. 
Nel 1990 avviene l'affiliazione alla FIGC e l'iscrizione al campionato regionale di Serie D che la squadra vince, venendo così promossa in serie C, bissando il successo con l'affermazione in Coppa Toscana. 
La stagione seguente i lanieri giungono secondi in campionato, ma soprattutto si aggiudicano nuovamente la Coppa Toscana accedendo alla fase nazionale della manifestazione. 
La conquista della Coppa Italia di serie C, primo trofeo nazionale vinto dal club, assicura la promozione in serie B. Dopo due stagioni di apprendistato nella categoria il Prato inizia a frequentare stabilmente le zone alte della classifica, sfiorando la promozione nella massima serie ma classificandosi per tre edizioni di seguito in seconda posizione. 
La rinuncia dell'Atesina Verona nell'estate 1997 spalanca comunque le porte della massima serie ai lanieri, ripescati in serie A a completamento dell'organico.

### La serie A e i successi
La prima stagione in serie A si conclude con una tranquilla salvezza, ad appena un punto dalla zona play-off. Nelle edizioni seguenti la squadra accumula quell'esperienza di vertice che sarà alla base dei futuri successi: terzo posto in campionato e sconfitta in finale di Coppa Italia contro la Lazio Concas nel 1999, quinto posto in campionato ed eliminata nei quarti di finale play-off la stagione seguente. Per cercare il definitivo salto di qualità, nella stagione 2000-01 viene tesserato l'allenatore spagnolo Jesús Velasco, già vincitore di uno scudetto e di una supercoppa italiana con il Torino. La squadra, spinta da oltre 1.500 tifosi centra il primo posto al termine della stagione regolare (appaiata alla BNL Calcetto ma in vantaggio su questa in virtù degli scontri diretti favorevoli) ma nei play-off è eliminata in semifinale dalla Roma RCB, poi laureatasi campione d'Italia. Anche la Coppa Italia riserva un finale amaro: la squadra giunge imbattuta alla finale ma è sconfitta per 3-7 dai padroni di casa dell'Augusta.
Lo scudetto è comunque nell'aria e nella stagione 2001-02 i lanieri grazie a una rosa ricca di talento e muscoli che comprendeva giocatori del calibro di Andrea Bearzi, Carlos Chilavert, Massimo Quattrini e André Vicentini raccoglie 11 vittorie di fila in campionato, vince i successivi play-off laureandosi campione d'Italia e conquista anche la Coppa Italia.
La stagione seguente la rosa è ulteriormente rinforzata dagli arrivi dell'esperto Andrea Rubei dalla BNL Calcetto e del nazionale brasiliano Sandrinho. La squadra inizia l'anno vincendo la Supercoppa italiana e prosegue il dominio anche in campionato vincendo sia la stagione regolare sia i play-off conquistando il secondo scudetto.
In questa stagione c'è anche il positivo esordio in UEFA Futsal Cup: dopo un inizio positivo (tre vittorie nelle prime tre partite) il Prato è eliminato nel girone di semifinale dagli spagnoli del Playas de Castellón Fútbol Sala, che diventarono campioni d'Europa.
Nella stagione 2003-04 la società vince nuovamente la Supercoppa e la Coppa Italia; in campionato è eliminata in semifinale dal Perugia mentre il percorso in UEFA Futsal Cup si arresta come l'anno precedente nel girone di semifinale, vinto dal Benfica.
Nell'estate del 2004 si registra la fusione con lo storico Gruppo Sportivo San Michele Poggio a Caiano: la società disputa un'ottima stagione (secondo piazzamento in campionato, semifinale in Coppa Italia) ma nei play-off scudetto viene eliminata ai quarti di finale.

### Il declino e la doppia retrocessione dalla A1 alla B
Nella stagione 2005-06 la squadra è completamente ridimensionata per via di illeciti finanziari che coinvolsero alcuni sponsor minori: Velimir Adreijc sostituì Velasco in panchina senza riuscire ad evitare la retrocessione in serie A2, mentre nella stagione successiva con il tecnico Pippo Quattrini i lanieri retrocedono ancora. 
Nell'estate 2007 la società inaugura una collaborazione con il Toscana Sport, formazione con sede a Scandicci e militante in serie C1, assumendo la denominazione Toscana Prato Calcio a 5. Dalla stagione 2007-08 la squadra dunque riparte dalla serie B. Nel primo campionato di serie B la squadra ottiene una tranquilla salvezza con un gruppo totalmente nuovo e ridimensionato dopo i fasti del passato,con un 8º posto finale. Anche nella stagione 2008-09 il Prato non andò oltre il 7º posto mentre in quella successiva la squadra riuscì per la prima volta ad accedere ai play-off promozione e alla Coppa Italia di categoria.

### La rinascita e il ritorno in serie A2
Con il ritorno alla storica denominazione, il Prato si riconferma tra le grandi della serie B. Al termine della stagione 2010-11 la squadra concluse al terzo posto la stagione regolare; nel primo turno dei play-off eliminò la Poggibonsese grazie a gol di capitan Apruzzese, ma fu eliminato nella fase a triangolare dalla Reggiana. Dopo una stagione incolore, nella stagione 2012-13 il Prato giunge secondo nella regular season ma ancora una volta viene eliminato nella fase a triangolare. 
Nella stagione 2013-14 la rosa allenata da Roberto Coccia è formata principalmente da giocatori sudamericani tra i quali spiccano i brasiliani Wellington Ribeiro e Rafinha Souza. Dopo un inizio di stagione deludente, la squadra inanella una serie di vittorie consecutive che assicura il terzo posto finale. Nei play-off riuscì a superare il triangolare per la qualificazione alla semifinale, sconfiggendo per 3-2 il Carrè Chiuppano e pareggiando a Imola. In semifinale i lanieri furono eliminati ai calci di rigore contro la Poggibonsese dopo aver condotto il gioco per buona parte dell'incontro. 
La stagione 2014-15 si apre con la conferma del gruppo della precedente stagione, ma con alcuni nuovi acquisti tra i quali l'universale Tiago Daga proveniente dal Foligno, il laterale spagnolo Miguel Permuy proveniente da Prone Lugo e il pivot Marcel Simon proveniente dal Napoli Calcio a 5. Il Prato domina il girone di andata vincendo tutte le partite eccetto il pareggio contro la Poggibonsese e la sconfitta contro l'Asso Arredamenti. Anche nel girone di ritorno la squadra mantiene il medesimo ruolino di marcia: con due giornate di anticipo il Prato fa ritorno in Serie A2 dopo 8 anni di assenza, battendo il CUS Pisa per 5-2.
Il primo anno in serie A2 dopo un inizio difficile dovuto ad un adattamento difficile alla categoria, il Prato nel girone di andata si trova a ridosso della zona playout. Il girone di ritorno invece fu entusiasmante e grazie ad una serie di vittorie consecutive e agli innesti di Cristiano Fusari e Lucas Ferreira il Prato al primo anno dal ritorno in serie A2 conclude al quarto posto e si guadagna l'accesso ai playoff per la promozione. Il cammino tuttavia si interrompe ai quarti di finale a Cornaredo contro il Milano C5.
Nella stagione successiva, il Prato C5 guidato dallo spagnolo David Madrid, subentrato a Roberto Coccia a inizio stagione, riesce a stare in testa alla classifica con Josiko assoluto protagonista. La clamorosa fuga da Prato del mister Madrid e dei giocatori Cachòn e Solano portarono il Prato dal primo al terzo posto in classifica nel giro di poche settimane e lo tennero per sempre fuori dalla lotta per la promozione diretta col Pesarofano. Subentrò Suso Rey come allenatore e nel mercato di riparazione giunsero Felipe Fumes e Enrico Rosati. La seconda parte di stagione invece fu incolore per il Prato che seppur si qualificò per le semifinali della Coppa Italia di serie A2 (persa in semifinale contro il Milano C5 ai rigori) il Prato buttò tutte le chance promozione pareggiando in maniera rocambolesca l'ultima partita e giungendo per differenza reti dietro l'Arzignano al quarto posto. Infatti fu fatale quel pareggio che ai quarti di finali pareggiando proprio contro l'Arzignano 3-3 furono i veneti a passare in semifinale e al Prato rimase soltanto l'amaro in bocca per una stagione ai vertici del campionato con una squadra data tra le favorite per la promozione e conclusa solamente ai quarti di finale dei playoff.
La stagione 2017-2018 invece fu molto deludente con il Prato C5 che perse molti giocatori protagonisti delle scorse stagioni con Suso Rey che venne confermato in panchina. Il Prato C5 infatti fu costretto a lottare per non retrocedere per tutto il campionato.Fondamentale fu l'apporto del bomber Juanillo giunto al Prato C5 proprio l'ultimo giorno di mercato che permise grazie ai suoi gol la permanenza in serie A2 giunta all'ultima giornata vincendo 7-4 contro l'Atlante Grosseto.
Nell'estate 2018 è stata fatta una suntuosa campagna rafforzamenti con il nuovo direttore sportivo Candeloro e il nuovo mister Cristian Bini Conti che si confermano ai nastri di partenza della serie A2 come possibile outsider per la lotta promozione.

## Cronistoria
| Cronistoria del Prato C5 |
| --- |
| - 1987 · Fondazione della E.T. Prato. - 1987-90 · Attività amatoriale. - 1990 · Affiliazione alla FIGC. - 1990-91 · 1ª nel girone ? di Serie D Toscana. Promossa in Serie C. Vincitrice della Coppa Toscana (1º titolo). - 1991-92 · 2ª in Serie C Toscana. Promossa in Serie B. Vince la fase nazionale di Coppa Italia regionale (1º titolo). - 1992-93 · 7ª nel girone ? di Serie B. - 1993-94 · 6ª nel girone ? di Serie B. - 1994-95 · 2ª nel girone ? di Serie B. - 1995-96 · 2ª nel girone ? di Serie B. - 1996-97 · 2ª nel girone B di Serie B. Ripescata in Serie A. - 1997-98 · 11ª in Serie A. Ottavi di finale di Coppa Italia. - 1998-99 · 3ª in Serie A. Quarti di finale play-off scudetto. Finalista di Coppa Italia. - 1999-00 · 5ª in Serie A. Quarti di finale play-off scudetto. Ottavi di finale di Coppa Italia. - 2000-01 · 1ª in Serie A. Semifinalista play-off scudetto. Finalista di Coppa Italia. - 2001-02 · 1ª in Serie A, Campione d'Italia (1º titolo). Vince la Coppa Italia (1º titolo). - 2002-03 · 1ª in Serie A, Campione d'Italia (2º titolo). Finalista di Coppa Italia. Vince la Supercoppa italiana (1º titolo). 2º turno di Coppa UEFA. - 2003-04 · 2ª in Serie A. Semifinalista play-off scudetto. Vince la Coppa Italia (2º titolo). Vince la Supercoppa italiana (2º titolo). 2º turno di Coppa UEFA. - 2004-05 · 2ª in Serie A. Quarti di finale play-off scudetto. Semifinalista di Coppa Italia. Finalista di Supercoppa italiana. - 2005-06 · 13ª in Serie A. Retrocessa in Serie A2. Quarti di finale di Coppa Italia. - 2006-07 · 14ª nel girone A di Serie A2. Retrocessa in Serie B. - 2007 · Assume la denominazione Toscana Prato C5. - 2007-08 · 6ª nel girone B di Serie B. Ottavi di finale di Coppa Italia di Serie B. - 2008-09 · 7ª nel girone B di Serie B. Sedicesimi di finale di Coppa Italia di Serie B. - 2009-10 · 3ª nel girone B di Serie B. 1º turno play-off promozione. 1ª fase di Coppa Italia di Serie B. - 2010 · Ritorna alla denominazione Prato C5. - 2010-11 · 3ª nel girone B di Serie B. 2º turno play-off promozione. - 2011-12 · 8ª nel girone C di Serie B. - 2012-13 · 2ª nel girone A di Serie B. 2º turno play-off promozione. 1ª fase di Coppa Italia di Serie B. - 2013-14 · 3ª nel girone A di Serie B. 3º turno play-off promozione. - 2014-15 · 1ª nel girone A di Serie B. Promossa in Serie A2. 1ª fase di Coppa Italia di Serie B. - 2015-16 · 4ª nel girone A di Serie A2. Quarti di finale play-off promozione. - 2016-17 · 4ª nel girone A di Serie A2. Quarti di finale play-off promozione. Semifinalista di Coppa Italia di Serie A2. - 2017-18 · 9ª nel girone A di Serie A2. 3º turno di Coppa della Divisione. - 2018-19 · 11ª nel girone B di Serie A2. Retrocessa in Serie B. Sconfitta ai play-out. 2º turno di Coppa Italia di Serie A2. 1º turno di Coppa della Divisione. - 2019-20 · 1ª nel girone D di Serie B. Promossa in Serie A2. 2º turno di Coppa Italia di Serie B. 1º turno di Coppa della Divisione. - 2020-21 · 11ª nel girone A di Serie A2. Retrocessa in Serie B, viene ripescata. - 2021-22 · 9ª nel girone B di Serie A2. - 2022-23 · 14ª nel girone B di Serie A2. Trentaduesimi di finale di Coppa della Divisione. - 2023-24 · 6ª nel girone B di Serie A2. 1º turno di Coppa della Divisione. - 2024-25 · 4ª nel girone B di Serie A2. 1º turno di Coppa Italia di Serie A2. 3º turno di Coppa della Divisione. |

## Allenatori
- 1987-1996 · ?
- 1996-2000 ·  Alberto Carobbi
- 2000 ·  Velimir Andrejić
- 2000-2005 ·  Jesús Velasco
- 2005-2006 ·  Velimir Andrejić
- 2006-2007 ·  Massimo Quattrini
- 2007-2008 ·  Sergio Gargelli
- 2008-2009 ·  Claudio Fiori
- 2009-2013 ·  Massimo Quattrini
- 2013-2016 ·  Roberto Coccia
- 2016-2017 ·  David Madrid,  Suso Rey
- 2017-2018 ·  Suso Rey
- 2018-2019 ·  Cristian Bini Conti
- 2019-2020 ·  Nicola Lami
- 2020-2021 ·  Rafa Torrejon,  Stefano Tesi
- 2021-2022 ·  Stefano Tesi
- 2022-2024 ·  Andrea Bearzi
- 2024- ·  Luca Pullerà

## Palmarès

### Competizioni nazionali
- Campionato italiano: 2

2001-02; 2002-03
- Coppa Italia: 2

2001-02; 2003-04
- Supercoppa italiana: 2

2002; 2003
- Campionati di Serie B: 2

2014-15; 2019-20
- Coppa Italia Regionale: 1

1991-1992
- Coppa Italia Regionale Femminile: 1

2024-2025

### Competizioni regionali
- Campionato di serie D: 1

1991
- Coppa Toscana: 2

1991; 1992
- Coppa Toscana femminile: 2

2018-2019; 2024-2025

## Statistiche e record

### Partecipazione ai campionati
| Livello | Categoria | Partecipazioni | Debutto   | Ultima stagione | Totale |
| ------- | --------- | -------------- | --------- | --------------- | ------ |
| 1º      | Serie A   | 9              | 1997-1998 | 2005-2006       | 9      |
| 2º      | Serie B   | 5              | 1992-1993 | 1996-1997       | 13     |
| 2º      | Serie A2  | 8              | 2006-2007 | 2022-2023       | 13     |
| 3º      | Serie C   | 1              | 1991-1992 | 1991-1992       | 10     |
| 3º      | Serie B   | 9              | 2007-2008 | 2019-2020       | 10     |
| 4º      | Serie D   | 1              | 1990-91   | 1990-91         | 1      |